# SBIホールディングス
SBIホールディングス株式会社（エスビーアイホールディングス、英: SBI Holdings, Inc.）は東京都港区六本木に本社を置く、日本の金融持株会社。

## 概要
ネット証券最大手のSBI証券、日本長期信用銀行の流れを汲むSBI新生銀行、ベンチャーキャピタルのSBIインベストメントなどを中心に、証券業、銀行業、保険業、ノンバンク、資産運用、プライベートエクイティ投資、暗号資産、ヘルスケアなど多数の事業 とグループ会社 を傘下に抱える金融コングロマリット「SBIグループ」を形成している。
初代ソフトバンク（現・ソフトバンクグループ）の子会社として設立されたソフトバンク・インベストメントを前身とする。しかし過度なリスクを取り続けるソフトバンクにとって、財務の安定性が求められる金融事業を並行して行うことは困難であったため、2006年8月2日をもって同グループから完全に独立した。
ネット銀行や私設取引システム運営、ブロックチェーンなど新しい領域での事業開発に強みを持ち、新生銀行に対するTOBを宣言するなど「第四のメガバンク」を目指し拡大路線を採っている。
2022年には三井住友フィナンシャルグループ（SMBCグループ）と包括的資本業務提携（通称：SMBC-SBI アライアンス）を締結し、SMBCグループからの出資を受けるなど、同社との関係性を深めている。

## 商号について
元々、ソフトバンクグループの金融関連企業として設立されたこともあり「SoftBank Investment」の略であった。
しかし2006年8月付で同グループを離脱したため、「Strategic Business Innovator（戦略的な事業の革新者）」の略（バクロニム）に変更した。

## 沿革
参照：

### 1990年代
- 1999年（平成11年）7月8日[11]- 初代ソフトバンク（現・ソフトバンクグループ）の金融業子会社として、初代ソフトバンク・インベストメント株式会社を設立。
- 1999年（平成11年）11月 - 株式交換により、ソフトバンクベンチャーズおよびソフトトレンドキャピタルほか2社を完全子会社化。

### 2000年代
- 2000年（平成12年）1月 - ソフトベンチャーキャピタルを吸収合併[12]。
- 2000年（平成12年）12月15日[13]- 大証ナスダック・ジャパン市場に上場。
- 2002年（平成14年）2月15日 - 東証第一部市場に上場。
- 2002年（平成14年）11月27日 - 大証第一部市場に銘柄指定替え。
- 2003年（平成15年）6月2日 - 証券会社のイー・トレードを吸収合併[14]。
- 2003年（平成15年）10月 - 野村證券の系列会社より、ワールド日栄証券の株式56.6%を取得[15][16]。
- 2003年（平成15年）12月 - 大手総合商社の日商岩井（現・双日）より、日商岩井証券（後のフィデス証券）の全株式を取得[17]。
- 2004年（平成16年）2月2日 - 連結子会社のワールド日栄証券とソフトバンク・フロンティア証券の合併により、ワールド日栄フロンティア証券を設立[18]。
- 2004年（平成16年）7月29日 - 投資信託格付けのモーニングスター（現・SBIグローバルアセットマネジメント）の株式50.41％を取得[19]。

- 2005年（平成17年）3月24日 - 大手民放のフジテレビジョンと、ニッポン放送の共同で、投資ファンドのSBIビービー・メディアを設立[20]。
- 2005年（平成17年）7月1日 - 持株会社体制に移行。事業部門を、2代目ソフトバンク・インベストメント（現・SBIインベストメント） として分社化ののち、旧商号の初代ソフトバンク・インベストメントから、SBIホールディングス株式会社に変更[21]。
- 2005年（平成17年）7月1日 - 連結子会社のワールド日栄フロンティア証券が、初代SBI証券に商号変更。
- 2006年（平成18年）3月1日 - いずれも連結子会社のSBIパートナーズと、ファイナンス・オールの両社を吸収合併[22]。
- 2006年（平成18年）8月2日 - 予てより行われていた段階的な株式売却を経て、ソフトバンクグループから完全に独立。ただし、「ソフトバンク&SBIグループ株式ファンド」の運用は継続している。

- 2007年（平成19年）3月 - 中立的な私設取引システムの共同運営事業に向け、準備会社[注釈 1]の株式50%をGoldman Sachs系企業に売却。
- 2007年（平成19年）5月 - Goldman Sachs Group Inc.と資本業務提携。SBIキャピタルの株式40.0%を、Goldman Sachs Group Inc.に売却[23]。
- 2007年（平成19年）9月24日 - 大手信託銀行の住友信託銀行（現・三井住友信託銀行）と共同で、ネット銀行の住信SBIネット銀行を開業[24]。
- 2007年（平成19年）10月1日 - グループ再編を実施[25][26][27]。

| ① SBIイー・トレード証券（旧イー・トレード証券）が、初代SBI証券を吸収合併。 ③ SBIHDが、分割後のSBIテクノロジーを合併。 |  | ② トレイダーズフィナンシャルシステムズが、SBIテクノロジーの金融関連事業を吸収。 |

- 2008年（平成20年）4月 - SBI大学院大学が開学。
- 2008年（平成20年）4月7日 - 大手保険会社のアクサジャパンホールディング（現・アクサ生命保険）と共同で、ネット保険のSBIアクサ生命保険（後のアクサダイレクト生命保険）を開業[28]。
- 2008年（平成20年）7月1日 - 連結子会社のSBIイー・トレード証券が、2代目SBI証券に商号変更[29]。
- 2008年（平成20年）12月 - 香港法人のSBI Hong Kong Co., Ltd.が開業。
- 2009年（平成21年）9月 - 大手ICT企業の光通信のベンチャー事業の一部を譲受け、SBI-HIKARI P.E.を設立[30][31]。
- 2009年（平成21年）11月30日 - 大手レンタルビデオのゲオと共同で、SBIゲオマーケティングを設立[32][33]。

### 2010年代
- 2010年（平成22年）2月10日 - 中国関連情報ポータルサイトのサーチナ（後のSBIサーチナ）の株式75.7％を取得[34]。
- 2010年（平成22年）2月16日 - SBIアクサ生命保険の全株式を、アクサジャパンHDに売却[35]。
- 2010年（平成22年）3月25日 - ブルネイ財務省と、共同投資ファンドの設立について合意[36]。
- 2011年（平成23年）2月 - 韓国財閥のLG Corporationと共同で、SBI-LGシステムズを設立[37]。
- 2011年（平成23年）4月14日 - 香港証券取引所メインボード市場に上場[38][注釈 2]。
- 2012年（平成24年）2月 - 少額短期保険の日本震災パートナーズ（現・SBIリスタ少額短期保険）の株式83.1％を取得[39]。
- 2012年（平成24年）3月15日 - 中国大連市に地域統括会社として、思佰益（中国）投資有限公司を設立[40]。
- 2012年（平成24年）3月 - 月刊誌「FACTA」に対する損害賠償請求訴訟を提起[41]（翌2013年7月17日、東京地裁の判決が言い渡された[42]）。
- 2012年（平成24年）10月11日 - SBIサーチナとSBIアセットマネジメントの保有分全株式を、連結子会社のモーニングスターに売却[43]。
- 2013年（平成25年）3月 - 連結子会社のSBI Finance Korea Co., Ltd.が、現代スイス貯蓄銀行を買収[44]。
- 2013年（平成25年）3月29日 - 少額短期保険のいきいき世代（現・SBIいきいき少額短期保険）を買収[45]。
- 2015年（平成27年）2月 - 英国の大手総合金融サービスのPrudential plcより、ピーシーエー生命保険（現・SBI生命保険）の全株式を取得[46]。
- 2015年（平成27年）11月 - 資産運用サービス事業の中間持株会社として、SBIグローバルアセットマネジメント（現・SBIアセットマネジメントグループ）を設立[47]。
- 2016年（平成28年）9月 - 少額短期保険の日本少額短期保険（現・SBI日本少額短期保険）の全株式を取得[48]。
- 2017年（平成29年）2月 - 大手システムインテグレーター（Sler）の日本アイ・ビー・エムと共同で、SBI FinTech Incubationを設立[49]。
- 2017年（平成29年）3月31日 - 保険事業の中間持株会社として、SBIインシュアランスグループが開業[50]。同社にSBI損害保険、SBI生命保険、SBI少短保険ホールディングスの保有分全株式をそれぞれ移管。
- 2017年（平成29年）10月3日 - 大手航空会社の日本航空と共同で、JALペイメント・ポートを設立[51]。
- 2019年（令和元年）9月 - 島根銀行と戦略的資本業務提携[52]。
- 2019年（令和元年）10月16日 - カンボジアの大手財閥のLY HOURグループより、マイクロファイナンスのSBI LYHOUR BANK PLC.[注釈 3]の株式70.0%を取得[53]。
- 2019年（令和元年）11月 - 福島銀行と戦略的資本業務[54]。

### 2020年代
- 2020年（令和2年）1月 - 筑邦銀行と戦略的資本業務提携[55][56]。
- 2020年（令和2年）2月 - 清水銀行と戦略的資本業務提携[57]。
- 2020年（令和2年）11月10日 - 医療・製薬向けITサービスのメディカル・データ・ビジョンと資本業務提携[58]。
- 2020年（令和2年）11月20日 - きらやか銀行と仙台銀行を傘下に置くじもとホールディングスと資本業務提携[59]。
- 2021年（令和3年）5月 - 筑波銀行と資本業務提携[60]。
- 2021年（令和3年）9月 - 新生銀行（現・SBI新生銀行）に対するTOBを実施[61]。
- 2021年（令和3年）12月17日 - 新生銀行を連結子会社化[62]。
- 2022年（令和4年）5月12日 - 大光銀行との資本業務提携を正式発表[63]。
- 2023年（令和5年）5月1日 - PEファンド事業の中間持株会社として、SBI PEホールディングスを設立[64][65]。
- 2023年（令和5年）7月5日 - 台湾の大手ファウンドリーの力晶積成電子製造（Powerchip Semiconductor Manufacturing Corporation） と、日本での半導体工場設立に向けて準備会社を設立することで基本合意[66]。
- 2023年（令和5年）11月10日 - 大手総合人材サービスのマイナビと資本業務提携[67][68]。
- 2024年（令和6年）5月10日 - 半導体商社のレスターと資本業務提携。
- 2024年（令和6年）9月27日 - PSMCとの提携を解消したと発表[69]。これにあたり、当初は半導体工場の建設を継続する予定であったが白紙となった[70]。
- 2025年（令和7年）2月 - ドイツのフィンテックのSolaris SEを買収[71]。
- 2025年（令和7年）5月29日 - 日本最大の通信キャリアの日本電信電話（現・NTT）と、NTTドコモの資本業務提携を発表[72][73][74]。この一環として、SBIホールディングスは同年11月中をめどに、住信SBIネット銀行の保有分全株式をNTTドコモに売却する[75][76]。

## 経営戦略
- 2011年3月期以降を、1株当たり当期純利益（EPS）の成長を重視した第2ステージと位置付け、これまでに行ってきた規模の拡大から収益重視の経営を進めるにあたり、野村證券の戦後初代社長、奥村綱雄氏が推進した「ダイヤモンド経営」を踏まえたSBIグループの組織観として、ダイヤモンドの面を多様な企業・事業と捉え、これまでに構築してきた企業生態系の「ブリリアントカット」化を推進。
- 2013年3月期第1四半期より、国際会計基準（IFRS）を導入。金融サービス事業、アセットマネジメント事業、バイオ関連事業を主要事業分野と位置づけ、国内グループ組織体制の再編を実施。

金融サービス事業においては、証券・銀行・保険を3大コア事業と位置づけ、収益力に加え3大コア事業と強いシナジーを見込める事業分野のみにリソースを集中する「選択と集中」を徹底する第3フェーズへと移行。
海外においては、第2本社化に向け香港法人を海外戦略拠点とするほか、中国事業全体の一元管理・統括を行う思佰益（中国）投資有限公司を2012年3月に大連で開業するなど、海外事業の運営体制強化を図る。

### フジサンケイグループとの関係
フジテレビジョン、ニッポン放送、SBIベンチャーズの3社が、主にコンテンツ・メディア・ブロードバンド分野におけるベンチャー企業の発掘・育成を目的とするベンチャーキャピタルファンドを設立。また、3社相互協力の関係強化の為、ニッポン放送が保有するフジテレビジョン株式35万3704株を2005年3月24日から借り受け、フジテレビジョンの筆頭株主となったが、同年6月30日に返還した。
なお、ニッポン放送ホールディングス（旧初代ニッポン放送）は2006年4月1日（この日は休日につき登記はすべて4月3日）、ラジオ放送事業を2代目ニッポン放送として分社化。同日、ニッポン放送HDはフジテレビジョンに合併され解散した。

### 地銀連合構想
2019年、グループCEOの北尾吉孝が「地銀連合構想」を掲げ、SBIホールディングスらが出資する共同持株会社のもとに経営難となった地方銀行（地銀）と連携しSBIのフィンテックや運用技術を提供して成長軌道に乗せ、地銀の連合体を「第四のメガバンク」とすることを目指すことを明らかにする。
その第一弾として、2019年9月に経営が悪化していた島根銀行にグループ全体で25億円を出資し、同行の筆頭株主となった。その後、福島銀行にも出資して筆頭株主となり、筑邦銀行、清水銀行、東和銀行、じもとホールディングス、筑波銀行、大光銀行とも資本提携を行っている。SBIホールディングスは地銀への出資について、10行程度にまで出資範囲を広げる予定であるという。
2020年には、コンコルディア・フィナンシャルグループ、新生銀行、日本政策投資銀行、山口フィナンシャルグループと共同で地方創生への取り組みを目的に、地方創生パートナーズを設立した。
一方で、北尾が掲げる「第四のメガバンク構想」に関連して朝日新聞出版の調べでは、SBIホールディングスの社外取締役に就任した元金融庁長官の五味廣文、元金融担当相の竹中平蔵、元財務省事務次官の福田淳一、元農林水産省事務次官の末松広行をはじめ、防衛装備庁長官や財務省財務官、総務省総括審議官、金融庁検査局主任統括検査官2人、金融庁監督局主任統括検査官、財務省関東財務局長2人、証券取引等監視委員会（SESC）統括検査官4人など計19人の天下り人脈を駆使しているのではないかという。
なお、SBIは福島銀行のライバル銀行である大東銀行についても同行株式の19.5%を保有していたものの、大東銀行は地銀連合構想には含まれておらず、北尾も同行に対するTOBを否定していた。その後、2023年2月に大東銀行の全株式をHSホールディングスに売却する方向で調整していることが発表され、同月22日までに売却手続きが完了した。

### 子会社SBISLの不祥事
第三者委員会の調査報告書により、証券関連子会社のSBIソーシャルレンディング（SBISL）が多いときで総融資残高の4割以上を集中して融資していた太陽光発電関連会社が東京地検特捜部の捜索を受け、その会社の代表者は会社法違反（特別背任罪）と詐欺の疑いで逮捕された。
その結果、SBISLは太陽光発電施設などを巡る投資案件の説明に虚偽があったとして、金融庁から金融商品取引法違反の業務停止命令を受け、親会社であるSBIホールディングスは2021年3月期決算に145億円の関連損失を計上することになった。
議決権行使助言会社のインスティテューショナル・シェアホルダー・サービシーズ（米国）は、SBISLに対する業務停止命令について、リポートで「SBIホールディングスには子会社の管理や監督能力に懸念がある」と論じた。
伊藤博敏 や有森隆 らジャーナリストも同様の意見を述べる一方、佐高信 はSBIホールディングスの経営戦略そのものを論評している。

## 金融サービス事業
SBIファイナンシャルサービシーズ株式会社（SBIホールディングス 100.0％）- 金融サービス事業の統括・管理

### 証券関連
証券業
- 株式会社SBI証券（SBIファイナンシャルサービシーズ 100.0%）- 大手オンライン総合証券

【証券関連】
| - 株式会社SBIビジネスサービス（SBI証券 100.0%）- SBI証券の証券事務処理代行 - SBI Securities (Singapore) Pte. Ltd.（SBI証券 100.0%）- シンガポールのホールセール系証券会社 |  | - 思佰益證券（香港）有限公司（SBI証券 100.0%）- 香港での証券業 - SBI Shinsei International Ltd.（SBI証券 100.0%）- 英国での日本株のブローカレッジ・サービス等 |

【iDeCo・FX】
| - SBIベネフィット・システムズ株式会社（SBI証券 93.8%）- iDeCoの運営管理業務等 - SBI DCサポート株式会社（SBIベネフィット・システムズ 100.0%）- iDeCoの各種契約のサポート等 - ベネフィット・ソリューション株式会社（SBIベネフィット・システムズ 40.0%）- 企業型iDeCoの導入コンサルタント等 |  | - SBIリクイディティ・マーケット株式会社（SBI証券 100.0%）- FXのカバー取引 - SBI FXトレード株式会社（SBIリクイディティ・マーケット 100.0%）- 初心者向けFXサービスの提供 |

【フィンテック】
| - SBIシンプレクス・ソリューションズ株式会社（SBI証券 51.0%、シンプレクス・ホールディングス 49.0%）- 金融系システムインテグレーター |  | - SBI FPT LLC（SBI証券 70.0%、FPTジャパンホールディングス 30.0%）- ベトナムの金融系システムインテグレーター |

【コンサルティング】
| - SBIマネープラザ株式会社（SBI証券 66.6%、SMBC日興証券 33.4%）- SBIグループ（金融サービス）の各種コンサル・ファーム |  | - SBI 辻・本郷M&A株式会社（SBI証券 51.0%、辻・本郷グループ 49.0%）- M&Aアドバイザリー業務 |

| - 株式会社SBIネオトレード証券（SBIファイナンシャルサービシーズ 100.0%）- 投資経験者向けのオンライン証券 - SBI Thai Online Securities Co., Ltd.（SBIファイナンシャルサービシーズ 100.0%）- タイのオンライン証券 - SBI Royal Securities Plc.（SBIファイナンシャルサービシーズ 65.3%）- カンボジアの総合証券 |  | - PT BNI SEKURITAS（SBIファイナンシャルサービシーズ 25.0%）- インドネシアの証券会社 - FPT Securities JSC【ベトナムHSX】（SBIファイナンシャルサービシーズ 24.0%）- ベトナムの証券会社 |

運用型信託
- SBIクリアリング信託株式会社（SBIファイナンシャルサービシーズ 100.0%）- FX、暗号資産取引での資産保全サービス、クリアリングサービス

フィンテック
- 株式会社FOLIOホールディングス（SBIファイナンシャルサービシーズ 69.5%）- ロボアド事業、金融インフラ事業、AI事業等の統括

| - 株式会社FOLIO（FOLIO HD 100.0%）- AI投資「ROBOPRO」を活用した資産運用サービス |  | - AlpacaTech株式会社（FOLIO HD 100.0％）- 投資運用、トレーディング向けフィンテックサービス |

バンキングサービス
| - SBI SAVINGS BANK（SBIファイナンシャルサービシーズ 100.0%）- 韓国最大の貯蓄銀行 - SBI Bank LLC（SBIファイナンシャルサービシーズ 90.7%）- ロシアの商業銀行 |  | - TIEN PHONG COMMERCIAL JSC【ベトナムHSX】（SBIファイナンシャルサービシーズ 20.0%）- ベトナムの商業銀行 |

不動産関連
| - SBI東西リアルティ株式会社（SBIファイナンシャルサービシーズ 100.0%）- 不動産私募ファンドの組成・運用 - SBIリートアドバイザーズ株式会社（SBIファイシャルサービシーズ 100.0%）- 日本リート投資法人の資産運用会社 |  | - SBIプライベートリートアドバイザーズ株式会社（SBIファイナンシャルサービシーズ 90.0%）- SBIプライベートリート投資法人の資産運用会社 |

### 銀行関連
銀行業
SBI地銀ホールディングス株式会社（SBIホールディングス 100.0%）- 銀行持株会社
- 株式会社SBI新生銀行【東証スタンダード・8303】（SBI地銀HD 77.8％、SBIホールディングス 22.2%）- 旧日本長期信用銀行の流れを汲む普通銀行

【個人業務】
| - 株式会社アプラス（SBI新生銀行 100.0%）- 総合信販会社 - 株式会社アプラスインベストメント（アプラス 100.0%）- サービサー業務 - アルファ債権回収株式会社（アプラス 100.0%）- サービサー業務 - SBI新生アセットファイナンス株式会社（SBI新生銀行 100.0%）- 投資用不動産ファイナンス事業 |  | - 新生フィナンシャル株式会社 - カードローン「レイク」の運営 - 新生パーソナルローン株式会社（新生フィナンシャル 100.0%）- 消費者向けローン事業 - ニッセン・クレジットサービス株式会社（SBI新生銀行 50.0%、ニッセンホールディングス 50.0%）- クレジットカードサービス |

【法人業務】
| - 昭和リース株式会社（SBI新生銀行 100.0%）- 大手総合リース - 新生コベルコリース株式会社（昭和リース 80.0%、神戸製鋼所 20.0%）- リース業等 - トーザイ貿易株式会社（昭和リース 100.0%）- 中古建設機械の専門商社 - 新生インベストメント&ファイナンス株式会社（SBI新生銀行 100.0%）- 不動産担保ローン事業 - NECキャピタルソリューション株式会社【東証プライム・8793】（SBI新生銀行 33.3%）- リース、融資業務 |  | - 新生信託銀行株式会社（SBI新生銀行 100.0%）- 信託銀行業務 - 新生事業承継株式会社（SBI新生銀行 100.0%）- 事業承継支援事業 - SBI新生ヒューマン・リソーシズ株式会社（SBI新生銀行 60.0%）- SBI新生銀行グループの採用関連業務 - SBI新生ビジネスサービス株式会社（SBI新生銀行 100.0%）- ネットバンキングサービス - UDC Finance Limited（SBI新生銀行 100.0%）- ニュージーランド最大のノンバンク |

| - 株式会社島根銀行【東証スタンダード・7150】（SBI地銀HD 20.9%）- 地方銀行 - 株式会社福島銀行【東証スタンダード・8562】（SBI地銀HD 17.9%）- 地方銀行 |  | - 株式会社じもとホールディングス【東証スタンダード・7161】（SBI地銀HD 33.9%）- 銀行持株会社 |

その他銀行
住信SBIネット銀行株式会社【東証スタンダード・7163】（SBIホールディングス 34.1%、三井住友信託銀行 34.1%） - インターネットバンキングサービス
SBI LY HOUR BANK PLC.（SBIホールディングス 70.0%、LY HOURグループ 30.0%）- カンボジアの商業銀行
ノンバンク
SBIノンバンクホールディングス株式会社（SBIホールディングス 100.0%）- ノンバンク事業の統括・管理
- SBIアルヒ株式会社【東証プライム・7198】（SBIノンバンクHD 63.0%）- 日本最大の住宅ローン専門金融機関

| - アルヒ不動産テクノロジー株式会社（SBIアルヒ 100.0%）- 不動産売買・仲介業務 - SBI信用保証株式会社（SBIアルヒ 80.0%、SBIホールディングス 15.0%、SBI新生銀行 5.0%）- 住宅ローンの保証業務 |  | - SBIエステートファイナンス株式会社（SBIアルヒ 100.0%）- 不動産担保ローン事業 - SBIスマイル株式会社（SBIエステートファイナンス 100.0%）- 不動産販売・仲介業務 - SBIギャランディ株式会社（SBIエステートファイナンス 100.0%）- 家賃保証業務 |

- SBIリーシングサービス株式会社【東証グロース・5834】（SBIノンバンクHD 63.5%）- オペレーティングリース業務
  - SBILS STAR MARITIME Co., Ltd.（SBIリーシングサービス 100.0%）- 船舶のオペレーティングリース業務

### 保険関連
SBIインシュアランスグループ株式会社【東証グロース・7326】（SBIホールディングス 59.7％）- 保険持株会社
【生命保険】
- SBI生命保険株式会社（SBIインシュアランスグループ 100.0%）- 生保サービス

【損害保険】
- SBI損害保険株式会社（SBIインシュアランスグループ 99.2%、あいおいニッセイ同和損害保険 0.8%） - ダイレクト型損保サービス

【少額短期保険】
- SBI少短保険ホールディングス株式会社（SBIインシュアランスグループ 100.0%）- 少額短期保険持株会社

| - SBIいきいき少額短期保険株式会社（SBI少短保険HD 100.0%）- 死亡保険、医療保険、介護保険 - SBIリスタ少額短期保険株式会社（SBI少短保険HD 100.0%）- 地震補償保険 - SBI常口セーフティ少額短期保険株式会社（SBI少短保険HD 100.0%）- 家財保険 |  | - SBI日本少額短期保険株式会社（SBI少短保険HD 100.0%）- 賃貸住宅向け、自動車保険 - SBIプリズム少額短期保険株式会社（SBI少短保険HD 100.0%）- ペット保険 - SBIペット少額短期保険株式会社（SBI少短保険HD 100.0%）- ペット保険 |

SBIインシュアランスラボ株式会社（SBIホールディングス 100％）- デジタル保険代理店の運営
Ly Hour SBI Insurance PLC（SBIホールディングス 40.0%、LY HOUR）- カンボジアの損保サービス

### 不動産関連
株式会社THEグローバル社【東証スタンダード・3271】（SBIホールディングス 51.9%） - 不動産事業の統括・管理
| - 株式会社グローバル住販（THEグローバル社 100.0%）- 販売代理事業 - 株式会社グローバル・キャスト（THEグローバル社 100.0%）- 収益物件事業 - 株式会社グローバル・ハート（THEグローバル社 100.0%）- 建物管理事業 - 株式会社グローバル・メディカルラボ（THEグローバル社 100.0%）- 医療法人へのコンサルティング業務 - Global Office Co., Ltd.（THEグローバル社 100.0%）- ベトナム法人 |  | - 株式会社グローバル・エルシード（THEグローバル社 100.0%）- 分譲マンション事業、収益物件事業、ホテル事業 - 株式会社グローバル・ホテルパートナーズ（THEグローバル社 100.0%）- ホテル事業 - 株式会社グローバル投資顧問（THEグローバル社 100.0%）- 貸金業 - Global L-seed Ho Chi Minh Co., Ltd.（THEグローバル社 100.0%）- ベトナム法人 |

株式会社アスコット【東証スタンダード・3264】（SBIホールディングス 33.5%）- 不動産デベロッパー

### フィンテック
SBI FinTech Solutions株式会社【KOSDAQ・950110】（SBIホールディングス 74.2%）- EC決済事業、フィンテック関連事業のグループ統括
- SBI FinTech Solutions Korea Co., Ltd.（SBI FinTech Solutions 100.0%）- 韓国のIR活動支援、グループ会社の営業支援

【決済サービス】
| - 株式会社AXES Payment（SBI FinTech Solutions 100.0%）- 決済代行サービス |  | - 株式会社ゼウス（SBI FinTech Solutions 100.0%）- 決済代行サービス |

【国際送金】
- SBI Cosmoney Co., Ltd.（SBI FinTech Solutions 100.0%）- 韓国での国際送金サービス

【バックオフィスSaaS】
| - SBIビジネス・ソリューションズ株式会社（SBI FinTech Solutions 100.0%）- バックオフィス支援サービス - AXES Netherlands B.V.（SBI FinTech Solutions 100.0%）- オランダの提携先の契約締結・維持業務 - AXES Hong Kong Ltd.（SBI FinTech Solutions 100.0%）- 香港の提携先の契約締結・維持業務 |  | - AXES USA Inc.（SBI FinTech Solutions 100.0%）- 米国の提携先の契約締結・維持業務 - AXES Solutions Pte. Ltd.（SBI FinTech Solutions 100.0%）- シンガポールの提携先の契約締結・維持業務 |

### その他

#### 国際送金
SBI Ripple Asia株式会社（SBIホールディングス 60.0％、Ripple Labs Inc. 40.0%）- 総合フィンテック事業
SBIレミット株式会社（SBIホールディングス 82.9％、Ripple Labs Inc. 17.1%）- 国際送金事業等

#### 地方創生
地方創生パートナーズ株式会社（SBIホールディングス 84.0%）- 地方創生推進の企画・立案、地方創生等にかかる戦略指針の提示

#### PTS
SBI PTSホールディングス株式会社（SBIホールディングス 100.0%）- PTS事業の統括・管理
| - 大阪デジタルエクスチェンジ株式会社（三井住友フィナンシャルグループ、野村ホールディングス、大和証券グループ本社他との共同出資）- PTS運営業務等 |  | - ジャパンネクスト証券株式会社（SBI PTE HD 48.8%）- PTS運営業務 - 株式会社堂島取引所 - 商品先物取引所 |

## 資産運用事業
SBIアセットマネジメントグループ株式会社（SBIホールディングス 100.0%）- 資産運用事業の統括・管理
- SBIグローバルアセットマネジメント株式会社【東証プライム・4765】（SBIアセットマネジメントグループ 52.7%）- SBIグローバルアセットマネジメントグループの統括・運営

| - ウエルスアドバイザー株式会社（SBIグローバルアセットマネジメント 100.0%）- 資産運用サービス、投資助言業務等 - SBIオルタナティブ・インベストメント・マネジメント株式会社（SBIグローバルアセットマネジメント 100.0%）- 資産運用サービス等 - SBIオルタナティブ・ファンド合同会社（SBIグローバルアセットマネジメント 100.0%）- SBI暗号資産ファンドの運営 |  | - SBIアセットマネジメント株式会社（SBIグローバルアセットマネジメント 100.0%）- 投資運用・投資助言業 - Carret Holdings,Inc.（SBIグローバルアセットマネジメント 100.0%）- 持株会社 - Carret Asset Management LLC（Carret HD 100.0%）- 債券型ファンドの運営 |

SBIレオスひふみ株式会社【東証グロース・165A】（SBIファイナンシャルサービシーズ 46.8％）- 投資信託・顧問業の統括・管理
| - レオス・キャピタルワークス株式会社（SBIレオスひふみ 100.0%）- 投資運用業・投信販売 |  | - レオス・キャピタルパートナーズ株式会社（SBIレオスひふみ 100.0%）- ベンチャーキャピタル |

SBI岡三アセットマネジメント株式会社 - 投資運用業（SBIファイナンシャルサービシーズ 51.0%、岡三証券グループ 49.0%）

## 投資事業
SBI PEホールディングス株式会社（SBIホールディングス 85.0％、SBI新生銀行 15.0%）- プライベート・エクイティ事業の統括・管理
| - SBIインベストメント株式会社（SBI-PE HD 100.0%）- ベンチャーキャピタル |  | - SBI新生企業投資株式会社（SBI-PE HD 100.0%）- プライベート・エクイティ事業 |

思佰益（中国）投資有限公司（SBIホールディングス 100.0%）- 中国事業の統括
- 北京華通創業投資管理有限公司（思佰益（中国）投資 100.0%）- ファンド運用

## 暗号資産事業
SBIクリプトアセットホールディングス株式会社（SBIホールディングス 100.0%）- 暗号資産事業の統括・管理
| - SBI VCトレード株式会社（SBIクリプトアセットHD 100.0%）- 暗号資産の交換・取引、システムの提供 - SBIアルファ・トレーディング株式会社（SBIクリプトアセットHD 100.0%）- 暗号資産分野のマーケットメイカー - 株式会社HushHub（SBIクリプトアセットHD 100.0%）- 暗号資産レンディング、リサーチ事業 - SBI Mining Chip株式会社（SBIクリプトアセットHD 100.0%）- マイニング機器の開発・製造・販売 |  | - B2C2 Limited.（SBIクリプトアセットHD 100.0%）- 暗号資産分野のマーケットメイカー - ビットポイントジャパン株式会社（SBIクリプトアセットHD 100.0%）- 暗号資産の交換・取引、システムの提供 - SBI Crypto株式会社（SBIクリプトアセットHD 100.0%）- マイニングを中心とする暗号資産の関連事業 |

## 次世代事業

### 5-ALA
SBI ALApharma Co., Ltd.（SBIホールディングス 100.0％）- 5-ALA関連事業の統括・運営
| - SBIアラプロモ株式会社（SBI ALApharma 100.0%）- 5-ALAを用いた化粧品、健康食品の製造販売 |  | - SBIファーマ株式会社（SBI ALApharma 100.0%）- 5-ALAを用いた医薬品、医療機器の開発、製造、販売 |

- photonamic GmbH & Co. KG（SBI ALApharma 100.0%）- 5-ALAを用いた医薬品のR&D・製造販売

| - NX Development Corp.（photonamic 100.0%）- 米国での経口体内診断薬「Gleolan」の販売 - Photonics Healthcare B.V.（photonamic 100.0%）- 5-ALAを用いた細胞内酸素濃度測定機器のR&D |  | - SBI ALApharma Canada Inc.（photonamic 100.0%）- 5-ALAを用いた医療用光源機器のR&D - FerroSens GmbH（photonamic 100.0%）- 鉄欠乏症検査装置「FIDscreen」のR&D |

### 医薬品
SBIバイオテック株式会社（SBIホールディングス 94.7%）- 医薬品のR&D

### Web3
SBIデジタルアセットホールディングス株式会社（「DAH」、SBIホールディングス 100.0％）- デジタルアセット関連事業の統括・運営
| - SBIセキュリティ・ソリューションズ株式会社（DAH 100.0%）- 情報システムに関するコンサルティング業など - SBIデジトラスト株式会社（DAHと日本電気の合弁会社） - SBI Zodia Custody 株式会社（SBIクリプトアセットHD 100.0%）- 日本・ASEANの機関投資家向けカストディソリューションを提供 |  | - SBI Digital Markets Pte. Ltd.（DAH 100.0%）- コーポレートファイナンスアドバイザリー等 - SBI EVERSPIN株式会社（DAHとEverspin社との合弁会社） - SBI JIG-SAWモダナイゼーションズ株式会社（DAHとJIG-SAWの合弁会社） |

- Asia Digital Exchange Holdings Pte. Ltd.（DAHとSIX Group（スイス）との合弁会社）

| - Asia Digital Exchange Ltd. - Asia Digital Derivatives Pte. Ltd. |  | - Asia Digital Exchange Pte. Ltd. - Asia Digital Asset Exchange Pte. Ltd. |

株式会社まちのわホールディングス（SBIホールディングス 32.0%）- 持株会社
- 株式会社まちのわ（まちのわHD 100.0%）- プレミアム付電子商品券・地域通貨事業

SBIデジタルハブ株式会社（SBIホールディングス 98.4%）- APIプラットフォームの運営、Web3等を活用した事業に対するコンサルティング業務等

### その他
SBI毎日アートホールディングス株式会社（SBIホールディングス 46.0%、マイナビ 54.0%）- アートオークション事業の共同持株会社
| - SBIアートオークション株式会社（SBI毎日アートHD 100.0%） |  | - 株式会社毎日オークション（SBI毎日アートHD 100.0%） |

SBI Africa株式会社（SBIホールディングス 100.0%）- 国内中古車等の海外向け輸出事業、金融サービスの提供事業等
SBIスマートエナジー株式会社（SBIホールディングス 100.0%）- 太陽光・小水力・バイオマス・地熱等の再生可能エネルギーを用いた発電事業等
JSMCホールディングス株式会社 - 半導体ファウンドリ設立に向けた準備会社。

## 関連団体

### SBIグループと関係の深い公益法人ほか
- 学校法人SBI大学 - SBI大学院大学を設置・運営
- 公益財団法人SBI子ども希望財団 - 児童福祉の充実及び向上に寄与することを目的にSBIグループが設立。前理事長は野村證券元社長の田淵義久[注釈 5]
- 社会福祉法人慈徳院 - 情緒障害児を対象とした短期治療施設「嵐山学園」を運営。理事長は北尾吉孝
- 宗教法人文殊院 - 安倍文殊院を運営。文殊菩薩はSBIグループの守護本尊。敷地内にグループが寄進したSBI記念講堂吉祥閣[注釈 6] がある

## かつてのグループ会社

### 合併
- ファイナンス・オール株式会社 - 保険情報サイト「保険の窓口インズウェブ」や総合比較サイト（「イー・ローン」など）の運営、及び金融情報サービスを提供していた。2006年3月1日、SBIホールディングスに合併[100][101]。
- SBIパートナーズ株式会社 - 旧文化放送ブレーン。不動産関連の投資事業を行っていたが、2006年3月1日、SBIホールディングスに合併[101]。
- SBI証券株式会社 - かつて証券事業の中枢を担っていた初代法人。2007年10月1日、SBIイー・トレード証券（現・2代目SBI証券）に合併（前述）。
- SBIユニバーシティ株式会社 - 2006年5月、株式会社立大学の開学に向けた準備会社として設立。2008年4月、大学運営等の全業務を学校法人SBI大学に移譲。2008年6月1日、SBIホールディングスに合併[102]。
- SBIフューチャーズ株式会社 - 2010年4月1日、SBI証券に合併[103]。
- ゴメス・コンサルティング株式会社 - 2011年7月1日、モーニングスターに合併[104]。
- SBIサーチナ株式会社 - 2014年9月1日、モーニングスターに合併[105]。
- SBIトレードウィンテック株式会社 - 2020年4月1日、SBIセキュリティ・ソリューションズに合併[106]。
- マネータップ株式会社 - 2022年9月30日、SBIレミットに合併[107]。
- SBIプライム証券株式会社 - 2023年7月1日、SBIネオトレード証券に合併[108]。
- 株式会社SBIネオモバイル証券 - モバイル証券。2024年1月9日、SBI証券に合併。
- アルヒ住み替えコンシェルジュ株式会社 - 住替え関連サービス。2025年4月1日、SBIアルヒに合併[109]。

### 売却
- SBIアクサ生命保険株式会社 - SBIホールディングスとアクサジャパンホールディングの合弁で設立。2010年2月16日付でアクサジャパンHDに売却（前述）。
- SBIベリトランス株式会社 - 大手オンライン決済のデジタルガレージに売却[110]。
- ウォール・ストリート・ジャーナル・ジャパン株式会社 - 2009年にSBIホールディングスと、ダウ・ジョーンズ社（DJ社）の合弁で設立。2012年7月13日、DJ社に売却[111]。
- SBIクレジット株式会社 - 大手総合商社の丸紅傘下のファンドに売却（売却日不詳）[112]。
- SBIリース株式会社 - 2015年、三井住友トラスト・パナソニックファイナンスに売却[113]。
- SBIライフリビング株式会社 - アドバンテッジ パートナーズ傘下のファンドに売却[114]。
- SBIソーシャルレンディング株式会社 - ソーシャルレンディングサービスでの出資募集業務、貸金業務を行っていたが投資先の不祥事に遭い撤退（前述）。
- SBIエクイティクラウド株式会社 - 旧SBI CapitalBase。ネット上での資金調達支援プラットフォームの構築・運営。インベストメント・テクノロジーに売却[115]。
- 株式会社ブロードバンドセキュリティ - セキュリティサービス。2025年1月20日、IDホールディングスに売却。

### 清算
- 株式会社ゼファー - 住宅不動産デベロッパーであったが子会社の破産の影響により、民事再生法の適用申請。
  - 近藤産業株式会社 -「メロディハイム」で知られる住宅不動産デベロッパー。サブプライム問題の影響等により自己破産
- SBIカード株式会社 - 2005年6月設立、2018年1月31日をもって全サービスを終了[116]。2021年5月17日、清算結了[117]。
- 新生証券株式会社 - SBI新生銀行のホールセール系証券子会社。事業をSBI証券と、SBI新生銀行に分割の上で解散[118]。
- SBIAR株式会社 - 2022年2月、清算結了[119]。
- 株式会社SBIアジャイル - システム監視・運用業務。2024年2月5日、清算結了[120]。
- 住信SBIネット銀カード株式会社 - クレジットカード業務等。2024年2月15日、清算結了[121]。

## グループサービス

### 保険の窓口インズウェブ
一括見積もりサイト（保険事業ではなく比較サイト）
自動車保険、でんき料金比較、生命・医療保険、学資・年金保険、外貨・旅行保険、格安SIM比較、ウォーターサーバー。
（法人向け）
- （保険）医療・死亡・火災・倍賞・取引信用
- （でんき）高圧電気見積もり比較

### SBIグループサービス
実事業
SBI証券、FX、暗号資産、美術品オークション、住信SBIネット銀行、海外送金、新生銀行、自動車保険・がん保険・火災保険「SBI損保」、SBI生命、地震保険「SBIいきいき少短」、賃貸住宅・車両保険「SBI日本少短」、ペット保険「SBIプリズム少短」、SBI損保、SBI生命、投資信託「モーニングスター」、資産運用・保険・住宅ローン相談「SBIマネープラザ」、不動産担保ローン「SBIエステートファイナンス」、金融「レイクALSA」、ローンの検索・比較・申込み「イー・ローン」、ポイント事業「SBI iD」、クレジットカード・ローン「アプラス」、高級会員制人間ドック「BIメディック」、サプリメント・化粧品「アラ・オンライン」、ゲーム・eスポーツ「SBI e-Sports」
（法人向け）
地震補償付き住宅制度「SBIリスタ少短」、バックオフィス支援「SBIビジネス・ソリューションズ」、派遣・研修「SBIビジネス・イノベーター」、企業型確定拠出年金「SBIベネフィット・システムズ」、決済代行サービス「ゼウス」。

## テレビ番組
- 日経スペシャル カンブリア宮殿 「金融界のカリスマ・ミスター豪腕が語る『ビジネスマンよ！大志を抱け』」（2006年5月15日、テレビ東京）- CEO 北尾吉孝出演[123]。